# Kính ngắm PU

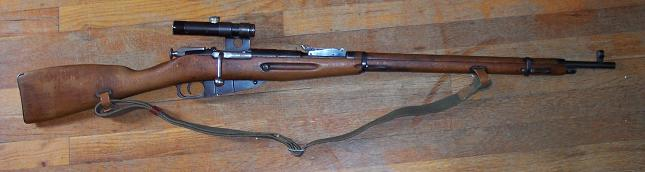
Súng trường M52 của Hungary với kính ngắm PU 3.5x

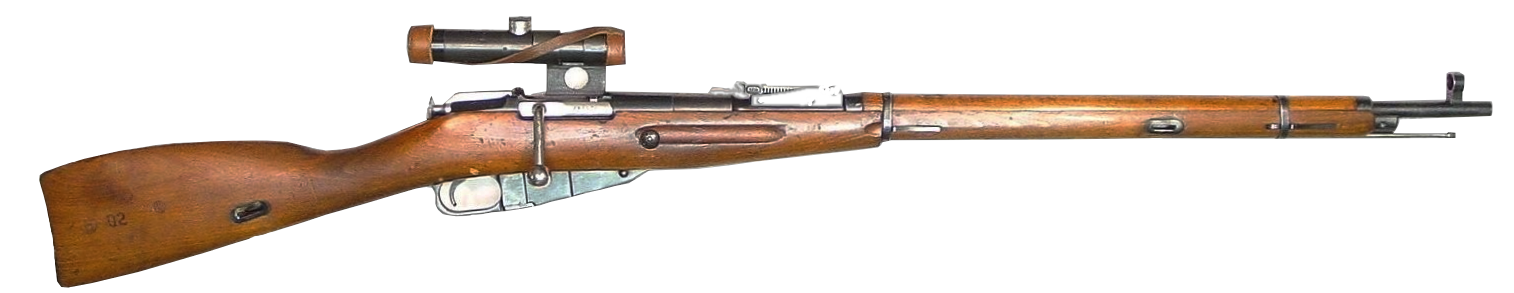
Súng trường M91/30 của Nga với kính ngắm PU 3.5x

Kính ngắm PU (Tiếng Nga: ПУ, прицел укороченный, "kính ngắm cắt ngắn", bản tối ưu hóa của kính ngắm PE) là một loại kính ngắm quang học dành cho súng bắn tỉa do Liên Xô sản xuất trước Thế chiến thứ hai, lắp đặt rộng rãi trên Mosin–Nagant (K44) và SVT-40. Kính có khả năng phóng đại 3,5 lần. Tầm hiệu quả của kính là 1300m. Kính có thước ngắm đơn giản, chỉ gồm 2 thanh ngang và 1 thanh đứng giúp xạ thủ căn tầm mục tiêu, ước chừng độ lệch ở khoảng cách xa.
Súng bắn tỉa Mosin hay SVT-40 trang bị kính ngắm PU hoặc PE đã tham gia hầu hết các cuộc chiến tranh từ Thế chiến thứ hai, Chiến tranh Triều Tiên, Chiến tranh Việt Nam và cả Khủng hoảng Ukraine 2014. Với đặc điểm đơn giản, dễ sử dụng, độ chính xác tương đối, chúng được ưa chuộng bởi nhiều lực lượng quân đội và du kích. Ở Liên Xô, các súng Mosin trang bị kính PU đã được thay thế bằng các súng bắn tỉa Dragunov SVD trang bị kính PSO-1 có độ chính xác cao hơn.

## Ảnh

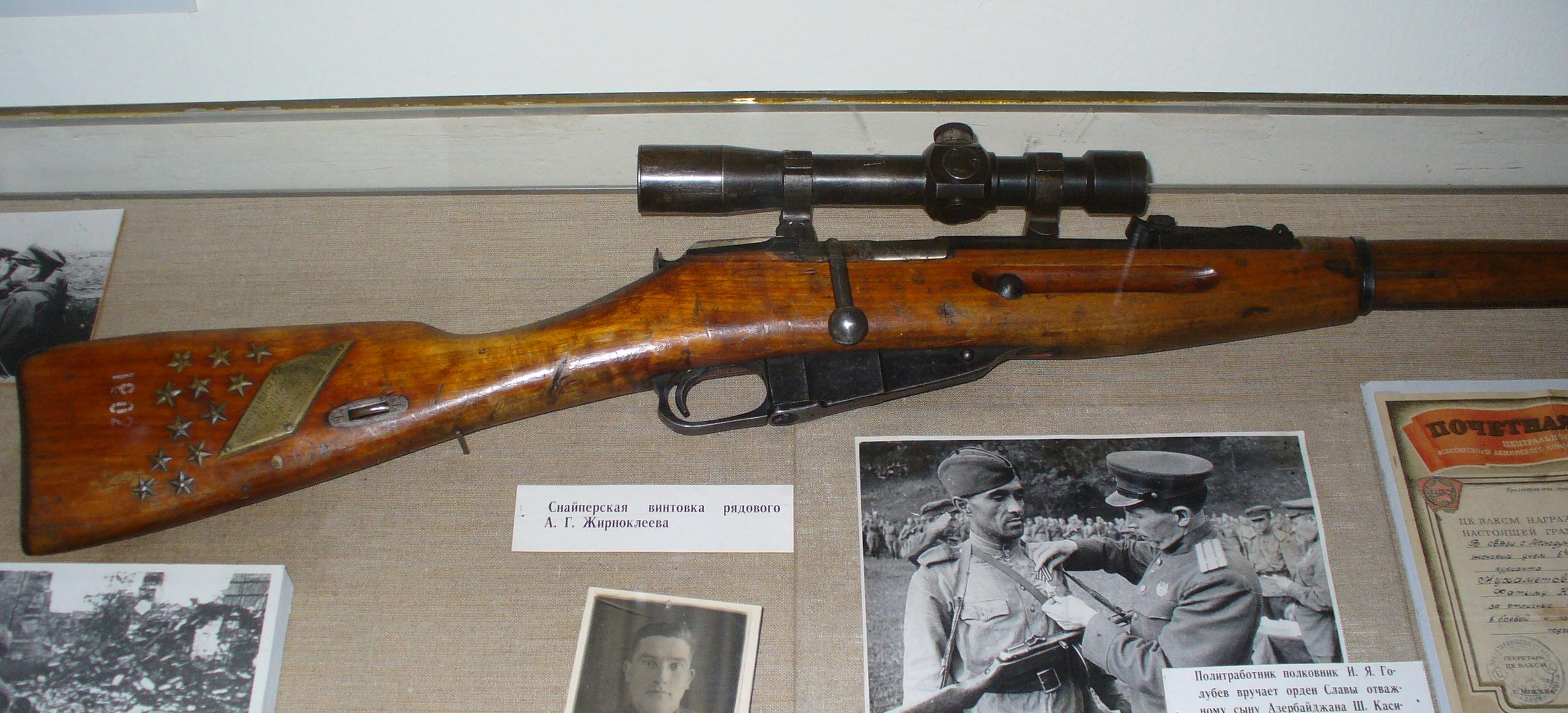
Khẩu Mosin M91/30 của A.G. Shirnokleyev, một lính bắn tỉa Xô Viết trong thế chiến thứ hai, mỗi ngôi sao ở báng súng là 1 đối thủ bị hạ (lính bắn tỉa đối phương).
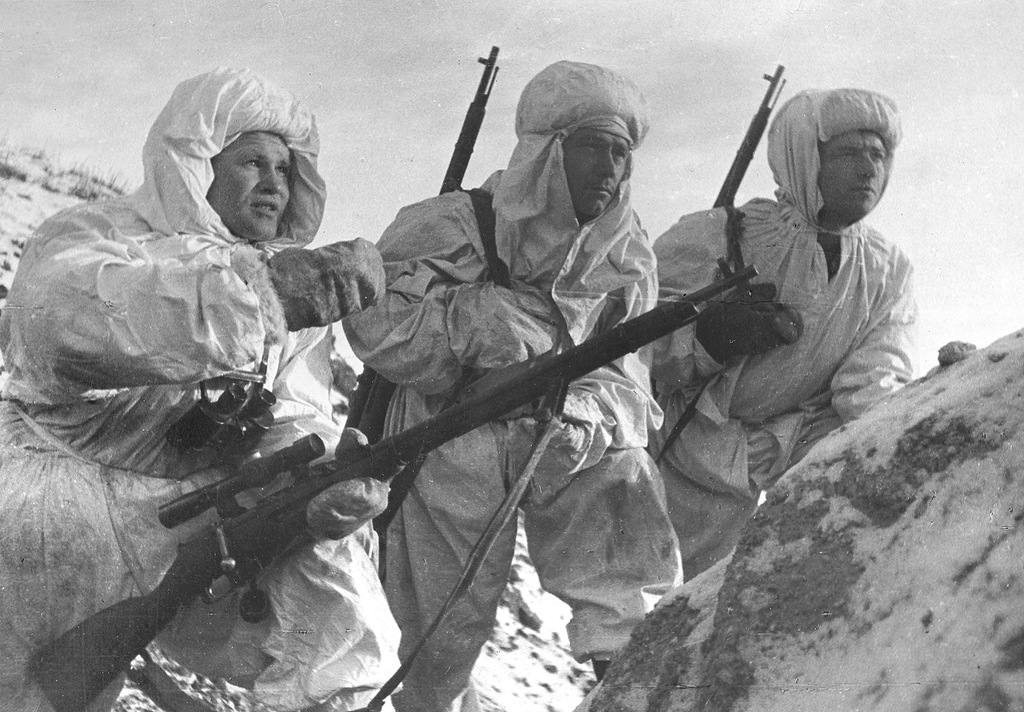
Vasily Grigoryevich Zaytsev, huyền thoại chống bắn tỉa của Liên Xô trong thế chiến thứ hai, ngoài cùng, bên trái, ở Stalingrad năm 1942.
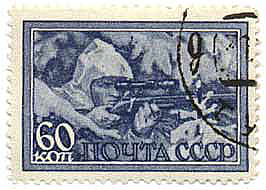
Lyudmila Mikhailovna Pavlichenko, nữ chiến sĩ bắn tỉa của Liên Xô trong thế chiến thứ hai, sử dụng SVT-40.